# Внук, Марьян

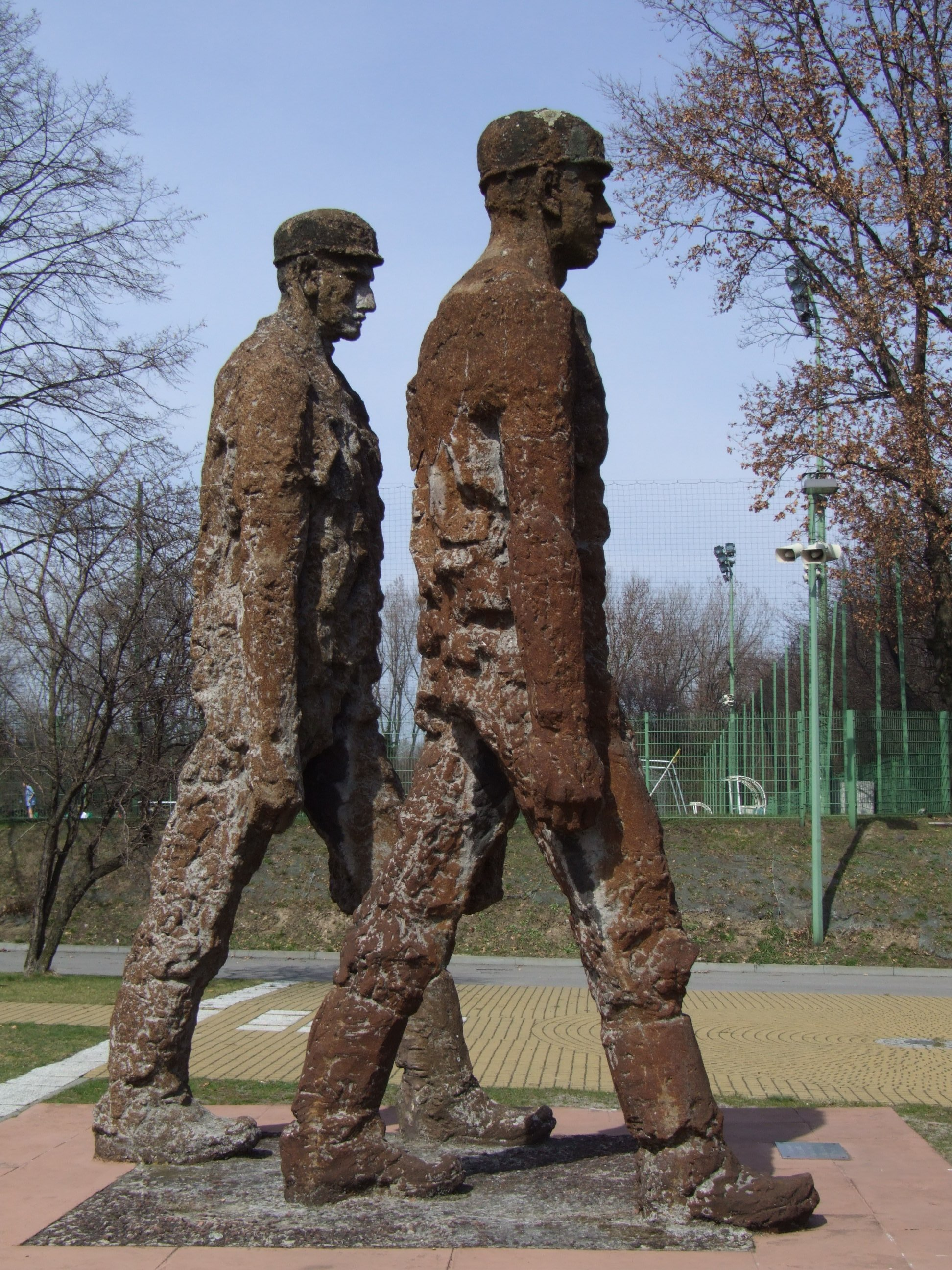
Скульптурная группа «Шахтеры» в Хожуве работы М. Внука

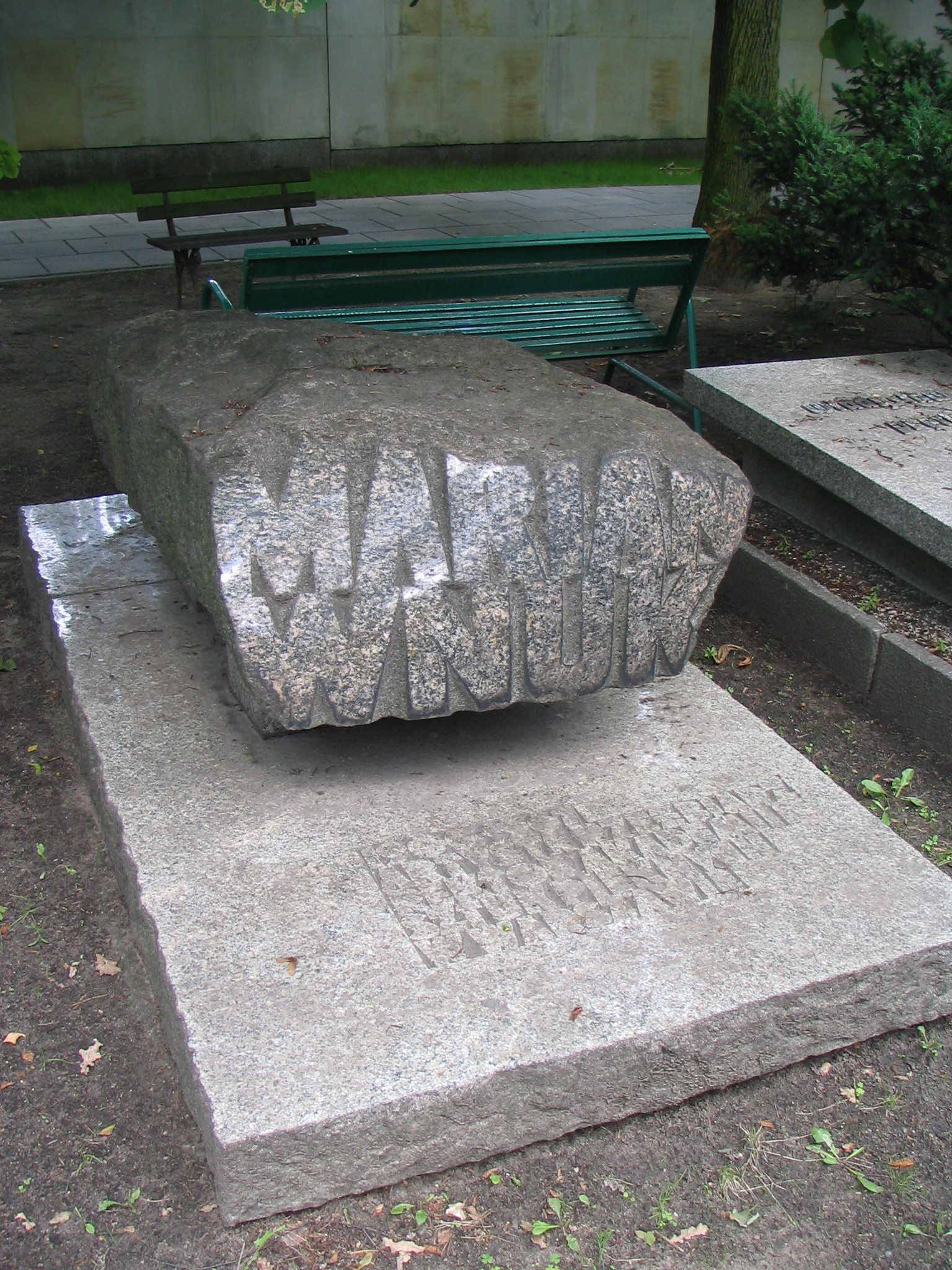
Памятник на могиле М. Внука на военном кладбище Повонзки в Варшаве

Марьян Внук (пол. Marian Wnuk; 5 сентября 1906, Пшедбуж (ныне Лодзинского воеводства, Польша — 29 сентября 1967, Варшава) — польский скульптор, педагог, профессор (1949), ректор.

## Биография
В 1922—1927 годах обучался в школе деревообработки в Закопане. Затем до 1934 года на отделении скульптуры в варшавской Школе изящных искусств . Ученик Тадеуша Бреера.
До начала Второй мировой войны работал преподавателем скульптуры в государственном институте пластических искусств во Львове. После оккупации Львова германскими войсками принимал участие в спасении львовских евреев от геноцида, сотрудничал в Советом помощи евреям. В 1944 году переехал в Варшаву, откуда был депортирован в Германию. После войны, вернулся на родину и поселился в Гданьске, где продолжил педагогическую деятельность в Высшей государственной школе изящных искусств, позже — институте (ныне Академия изящных искусств (Гданьск)).
Был одним из основателей Академии изящных искусств в Гданьске. Профессор, а с 1948 по 1949 гг. — ректор Академии.
С 1949 года до конца жизни был профессором Академии изящных искусств в Варшаве. В 1951—1954 и 1959—1967 годах — её ректором.

## Творчество
Марьян Внук — представитель соцреализма в искусстве скульптуры Польши. В более позднем периоде воплощал свои работы в классическом стиле. Под конец жизни был склонен к абстракционизму.
С довоенного периода участвовал в конкурсах, в частности, на созданием памятников Ю. Пилсудскому во Львове и Варшаве.

## Избранные работы
- Памятник воинам освободителя Советской Армии в Гдыне (1949, открыт в 1953, демонтирован в 1990)
- Памятник женщинам периода оккупации (1964)
- Две натуры (1964)
- Шахтёры (1965)
- Памятник Бруно Шульцу (1966)
- Горящий город (1967) и др.

## Награды
- Орден «Знамя Труда» I степени (1959)
- Орден «Знамя Труда» II степени (1949)[3]
- Командорский крест ордена Возрождения Польши (1954)[4]
- Медаль «10-летие Народной Польши» (1955)[5]
- Праведник народов мира (2019, посмертно)[6]
- Государственная премия ПНР 2 степени за создание памятника В. И. Ленину (1952)